# Reziprokenregel
Die Reziprokenregel oder Kehrwertregel  dient  zur Ableitung von Funktionen der Form {\textstyle f(x)={\frac {1}{v(x)}}\,.} In Kurzschreibweise lautet sie
{\displaystyle \left({\frac {1}{v}}\right)'=-{\frac {v'}{v^{2}}}\,.}
Die Reziprokenregel kann als Spezialfall der Quotientenregel mit der konstanten Funktion {\displaystyle u(x)=1} im Zähler aufgefasst werden.

## Regel
Ist die Funktion {\displaystyle v(x)} von einem Intervall {\displaystyle D} in die reellen oder komplexen Zahlen an der Stelle {\displaystyle x_{0}} mit {\displaystyle v(x_{0})\neq 0} differenzierbar, so ist auch die Funktion {\displaystyle f} mit {\displaystyle f(x)=1/v(x)} an der Stelle {\displaystyle x_{0}}differenzierbar und es gilt
{\displaystyle f'(x_{0})=-{\frac {v'(x_{0})}{(v(x_{0}))^{2}}}.}

## Beispiel
Die Ableitung der Funktion
{\displaystyle f(x)={\frac {1}{\sin(x)}}}
berechnet sich an allen Stellen {\displaystyle x} mit {\displaystyle \sin(x)\neq 0} nach der Reziprokenregel zu
{\displaystyle f'(x)=-{\frac {\cos(x)}{\sin ^{2}(x)}}}.
Dabei wurde benutzt, dass die Kosinusfunktion die Ableitung der Sinusfunktion ist.

## Beweis
Ist {\displaystyle v} an {\displaystyle x_{0}} differenzierbar, so ist {\displaystyle v} dort insbesondere stetig. Unter der Voraussetzung {\displaystyle v(x_{0})\neq 0} gibt es deshalb eine Umgebung von {\displaystyle x_{0}}, in der überall {\displaystyle v(x)\neq 0} ist. In dieser Umgebung ist der Differenzenquotient
{\displaystyle {\frac {1/v(x)-1/v(x_{0})}{x-x_{0}}}}
von {\textstyle f(x)=1/v(x)} wohldefiniert. Bildet man den Hauptnenner der Brüche im Zähler und wendet grundlegende Bruchrechengesetze an, so erhält man für den Differenzenquotienten die Darstellung
{\displaystyle -{\frac {v(x)-v(x_{0})}{x-x_{0}}}\cdot {\frac {1}{v(x)v(x_{0})}}}.
Beim Grenzübergang {\displaystyle x\to x_{0}} strebt der erste Faktor gegen {\displaystyle v'(x_{0})} und der zweite Faktor gegen {\textstyle 1/v(x_{0})^{2}}. Also ist
{\displaystyle \lim _{x\to x_{0}}{\frac {f(x)-f(x_{0})}{x-x_{0}}}=-{\frac {v'(x_{0})}{v(x_{0})^{2}}}.}